# Lithothelium hieroglyphicum
Lithothelium hieroglyphicum är en lavart som beskrevs av Aptroot. Lithothelium hieroglyphicum ingår i släktet Lithothelium och familjen Pyrenulaceae.   Inga underarter finns listade i Catalogue of Life.